# Ptychobela suturalis
Ptychobela suturalis é uma espécie de gastrópode do gênero Ptychobela, pertencente a família Pseudomelatomidae.